# Östergötlands runinskrifter 154
Runinskrift Ög 154 är en skadad runsten vid Styrstads kyrka, Styrstads socken och Norrköpings kommun i Östergötland.

## Stenen
Stenen, som tidigare varit inmurad i kyrkogårdsmuren, restes 1942 på sin nuvarande plats. Toppen är försvunnen sedan många år men hela inskriftens lydelse är känd genom tidigare läsningar. Dess dåvarande text som innehåller en kristen bön lyder enligt den översatta inskriften nedan: 

## Inskriften
Translitterering av runraden:
aosa : lit : kiara : kumb[l þita : eftiʀ : auar : faþur :] (s)in : kuþan : kuþ : ialbi : selu : auars :
Normalisering till runsvenska:
Asa let giæra kumbl þetta æftiʀ Øyar, faður sinn goðan. Guð hialpi salu Øyars.
Översättning till nusvenska:
Asa lät göra detta minnesmärke efter sin gode fader Öar. Gud hjälpe Öars själ.